# Джендуба (вилайет)
Дженду́ба (араб. ولاية جندوبة‎) — вилайет на северо-западе Туниса.
- Административный центр — город Джендуба[2].
- Площадь — 3102 км², население — 420 400 человек (2007 год).

## География
На востоке граничит с вилайетом Беджа, на юго-западе с вилайетом Сильяна, на юге с вилайетом Эль-Кеф, на западе с Алжиром. На севере омывается водами Средиземного моря.

## Административное деление
Вилайет Джендуба делится на 9 округов:
- Айн-Драхам (Aïn Draham)
- Бальта-Бу-Ауан (Balta-Bou Aouane)
- Бу-Салим (Bou Salem)
- Фернана (Fernana)
- Гардимау (Ghardimaou)
- Южная Джендуба (Jendouba Sud)
- Северная Джендуба (Jendouba Nord)
- Уэд-Мали (Oued Meliz)
- Табарка (Tabarka)